# Square Sainte-Croix-de-la-Bretonnerie
Square Sainte-Croix-de-la-Bretonnerie je square v Paříži v historické čtvrti Marais.

## Poloha
Náměstí leží ve 4. obvodu mezi ulicemi Rue des Archives a Rue Sainte-Croix-de-la-Bretonnerie.

## Historie
Místo nese svůj název kvůli blízkosti Rue Sainte-Croix-de-la-Bretonnerie bývalého kláštera křižovníků. Část tohoto náměstí vedoucí k Rue des Archives existovala už v 17. století a nazývala se Cul-de-sac des Billettes, později Cul-de-sac Sainte-Croix. Další část směrem na Rue Sainte-Croix-de-la-Bretonnerie byla postavena kolem roku 1810 v prostoru bývalého kláštera Sainte-Croix-de-la-Bretonnerie. Společně byly pojmenovány Passage Sainte-Croix-de-la-Bretonnerie a v roce 1909 došlo k přejmenování na Square Sainte-Croix-de-la-Bretonnerie.
Dne 19. června 2019 byla část náměstí začínající u domu č. 7 a končící ve slepé ulici přejmenována na Place des Émeutes-de-Stonewall.